# Flågöl
Flågöl är en våtmark, tidigare sjö i Mönsterås kommun i Småland och ingår i Emåns huvudavrinningsområde. Sjön är 0,6 meter djup, har en yta på 0,019 kvadratkilometer och är belägen 19 meter över havet.